# Ерик Хелсвик
Ерик Хелсвик (швед. Erik Helsvik, непознат —  непознат) бивши је шведски спринт кајакаш, који се такмичио крајем тридесетих година прошлог века. Учествовао је на 1. Светском првенству 1938. у Ваксхолму (Шведска). Такмичио се у склопивом кајаку двоседу на 10.000 м. Веслао је у пару са својим земљаком Карл-Густавом Хелстрандом.

## Спортски успеси
Хелсвик и Хелстранд освојили су златну медаљу у дисциплини склопивог кајака двоседа у дисциплини Ф-2 10.000 м.Победили су са 26 секунди предности од другопласираног такође шведског пара Свена Јохансона и Ерика Бладстрема.
Ова дисциплина била је први а уједно и последњи пут на прпграму светских првенстава.